# 亘栄一郎
亘 栄一郎（わたり　えいいちろう、1953年 - ）は、日本の高校野球指導者。

## 概要
滝川高等学校卒業。滝川高等学校、滝川第二高等学校で野球部部長、監督を務める。
1999年には滝川第二高等学校監督として第71回選抜高等学校野球大会に兵庫県代表として出場。
2017年12月5日には兵庫県高等学校野球連盟より指導者表彰を受賞する。